# Wayne Cooper
Wayne Cooper (ur. 7 czerwca 1978 roku w Bradford, Anglia) – zawodowy angielski snookerzysta.

## Kariera zawodowa

### Sezon 2008/2009
Drugi raz do czołówki najlepszych snookerzystów dostał się w roku 2008, dzięki zajęciu pierwszego miejsca w rankingu EASB Pro Ticket Tour.
W kwalifikacjach do Northern Ireland Trophy 2008 doszedł do drugiej rundy pokonując Lewisa Robertsa 5-1, później jednak przegrywając z Martinem Gouldem 3-5. W kwalifikacjach do Shanghai Masters 2008 przegrał już w pierwszej rundzie ulegając Danielowi Wellsowi 3-5. Kwalifikacje do Grand Prix 2008 również zakończył w pierwszej rundzie przegrywając z Matthew Seltem 4-5. W kwalifikacjach do turnieju Bahrain Championship 2008 przegrał w pierwszej rundzie z Li Hangiem 2-5. Podobnie było w kwalifikacjach do UK Championship 2008, w których przegrał już w pierwszej rundzie z Paulem Davisonem 5-9. W kwalifikacjach do Welsh Open 2009 w pierwszej rundzie pokonał Simona Bedforda 5-3, w drugiej rundzie zaś przegrał z Robertem Milkinsem 3-5. Kwalifikacje do China Open 2009 zakończył w pierwszej rundzie po raz drugi w tym sezonie przegrywając z Danielem Wellsem 2-5.
Kwalifikacje do nierankingowego turnieju Masters 2009 zakończył w pierwszej rundzie przegrywając z Barrym Hawkinsem 3-4.
W kwalifikacjach do najważniejszego wydarzenia każdego snookerowego sezonu - Mistrzostw świata 2009 w pierwszej rundzie pokonał Scotta MacKenzie 10-9, w drugiej jednak przegrał z Joe Delaneyem 8-10.